# Centar (Banja Luka)
Pour les articles homonymes, voir Centar.

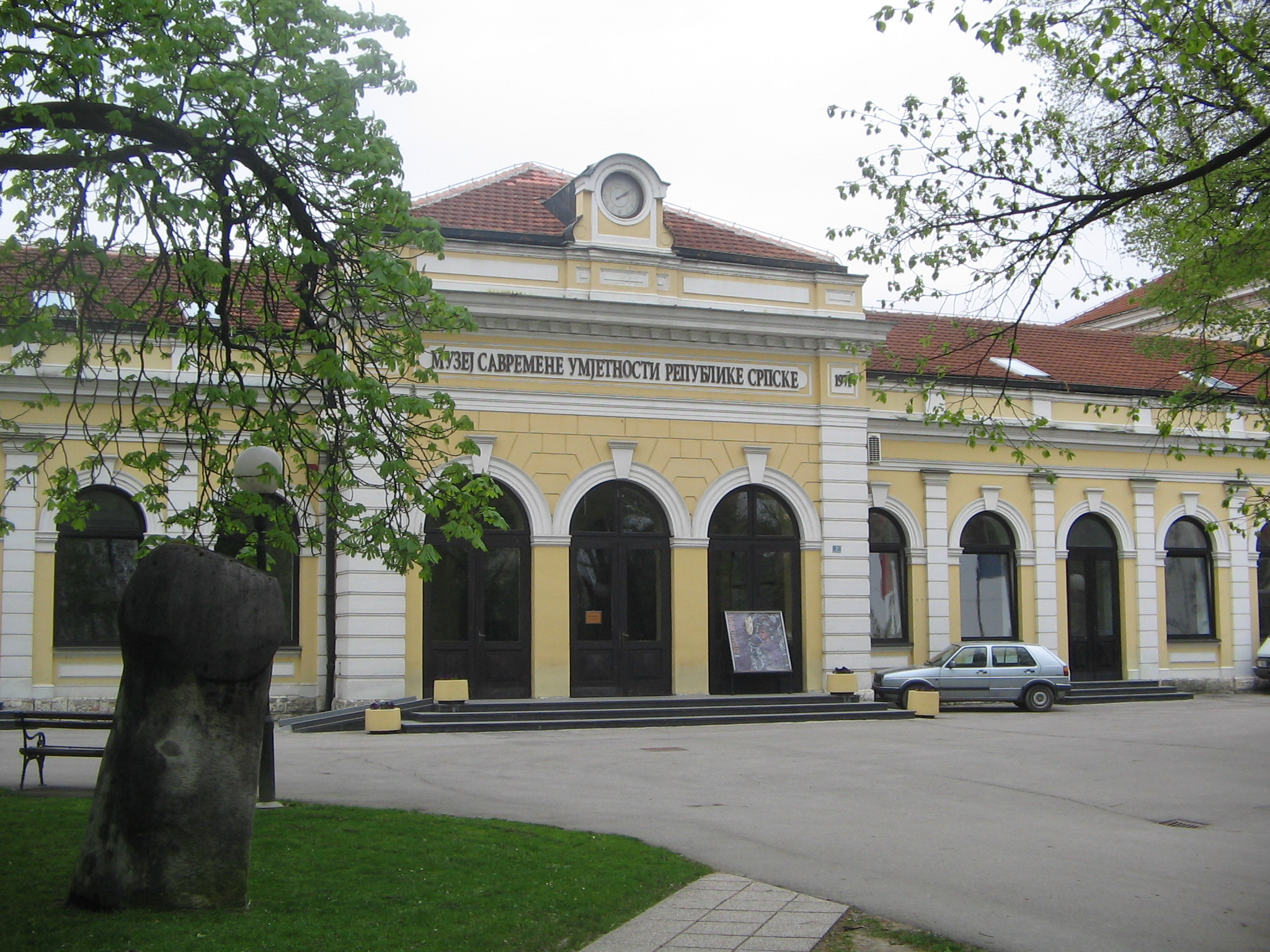
Le musée d'Art moderne de la République serbe

Centar (en serbe cyrillique : Центар ; en français : « le centre »), est le quartier historique de la ville de Banja Luka en Bosnie-Herzégovine. Il est divisé en deux communautés locales, Centar I et Centar II. Au recensement de 1991, il comptait 15 827 habitants, dont une majorité relative de Serbes.

## Caractéristiques
Centar correspond à la partie la plus centrale de la ville de Banja Luka. Le quartier abrite un grand nombre d'institutions gouvernementales de la république serbe de Bosnie, comme la présidence, le gouvernement ou l'Assemblée nationale ; la présidence est installée dans le palais de la République serbe (en serbe : Палата Републике Српске et Palata Republike Srpske), le gouvernement au centre administratif du gouvernement de la République serbe (Административни центар Владе Републике Српске et Administrativni centar Vlade Republike Srpske) et l'Assemblée dans l'ancien bâtiment de l'Armée populaire yougoslave. Les locaux du gouvernement, de l'assemblée et de l'administration de la Ville sont également situés dans ce quartier.
Le quartier assure également des fonctions administratives et commerciales, par exemple avec le siège central de la Poste de la Ville ou le centre commercial Boska.
Il joue un rôle important sur le plan du tourisme, avec la présence de la Forteresse Kastel qui remonte au Moyen Âge ou d'édifices religieux comme la cathédrale du Christ-Sauveur, située à proximité du Banski dvor, le palais du ban de l'ancienne banovine du Vrbas, ou le Temple de la Sainte-Trinité. On y trouve aussi des musées comme le musée d'Art moderne de la République serbe. Le quartier abrite de nombreux hôtels comme l'Hôtel Bosna et l'Hôtel Palas.
Mêlant bâtiments anciens et immeubles contemporains, le Centar possède des gratte-ciel comme l'Intergralov noboder et le Čajavčev neboder.

## Démographie
Le quartier de Centar est divisé en deux communautés locales, Centar I et Centar II.
Au recensement de 1991, Centar I comptait 8 853 habitants, répartis de la manière suivante :
Au recensement de 1991, Centar II comptait 6 974 habitants, répartis de la manière suivante :